# ریس ریدوت
ریس ریدوت (انگلیسی: Reese Rideout؛ زاده ۱ اکتبر ۱۹۸۲) یک بازیگر پورنوگرافی اهل ایالات متحده آمریکا است.